# Мариебергское кладбище
Кладбище «Мариеберг» (дат. Mariebjerg Kirkegård) — некрополь в Гентофте, пригороде Копенгагена, Дания. Памятник архитектуры.
Организовано на площади чуть более 25 гектаров. Территорию пересекает сеть широких аллей из сосен, клёнов, граба, ивы, дополнительные длинные изгороди метровой высоты подразделяют территорию на участки, на каждом из которых представлены виды характерной части датского пейзажа, начиная от густых лесов и полян, канав, лугов, полей и заросших склонов до ухоженных садов. Считается важным примером европейской ландшафтной архитектуры модернизма. Стало примером для организации многих других кладбищ как в Дании, так и за рубежом.
Открыто для посетителей от восхода до заката.

## История
Организовано между 1926 и 1933 годами, проект выполнил ландшафтный архитектор Гудмунд Ньеланд Брандт (его работа была отмечена медалями Экерсберга (1937) и Хансена (1945)).
Официально открыто 6 октября 1936 года. В том же году при участии архитектора Фрица Шлегеля были построены часовня и крематорий кладбища. В 1959 году часовня была перестроена с увеличением размеров.

## Известные захоронения
Среди похороненных на кладбище «Мариеберг» известный артист балета Эрик Брун (1928—1986), писатель Карл Эрик Сойя (1896—1983), лауреат Нобелевской премии по физике Оге Нильс Бор (1922—2009).

## Галерея

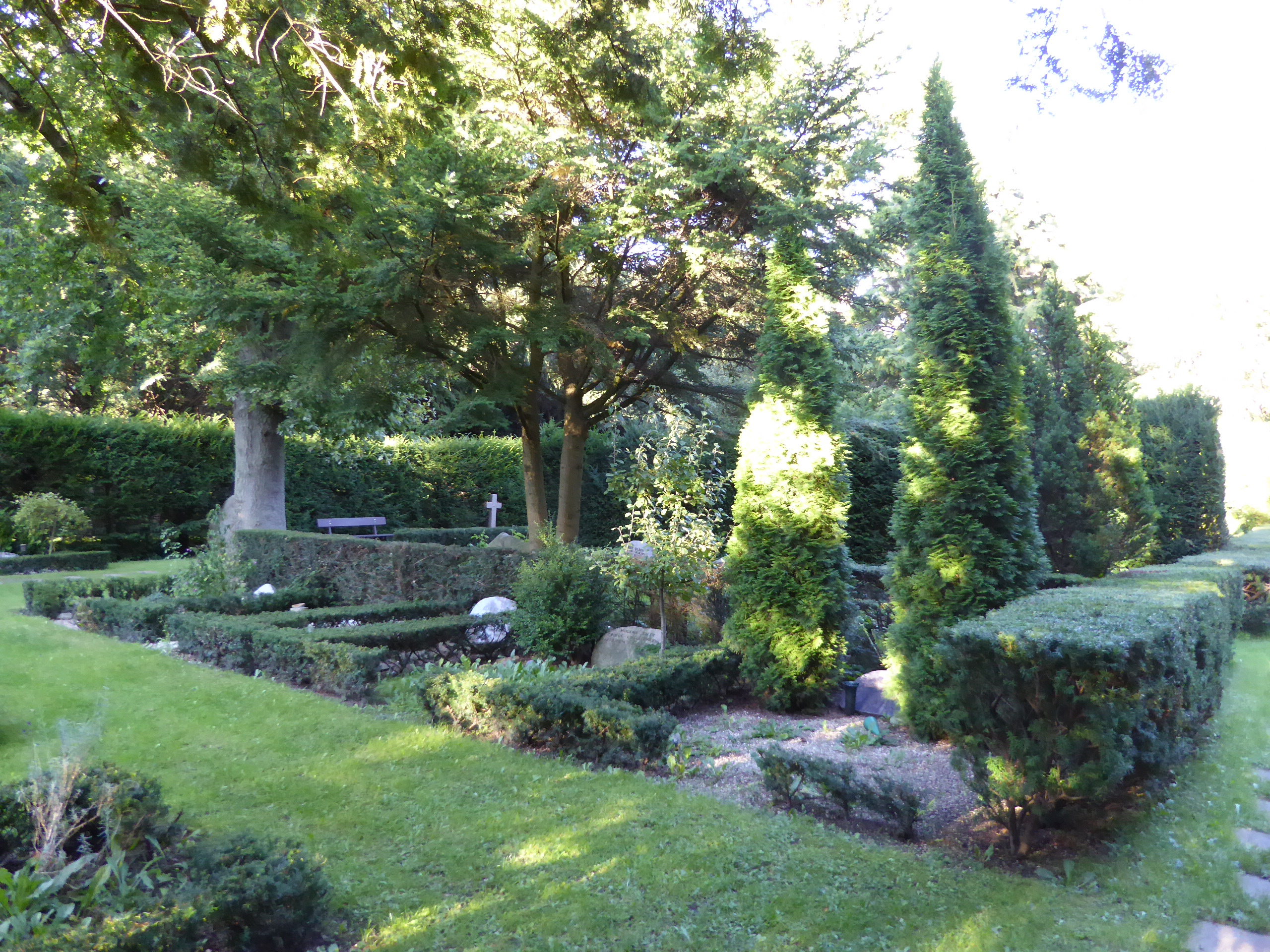
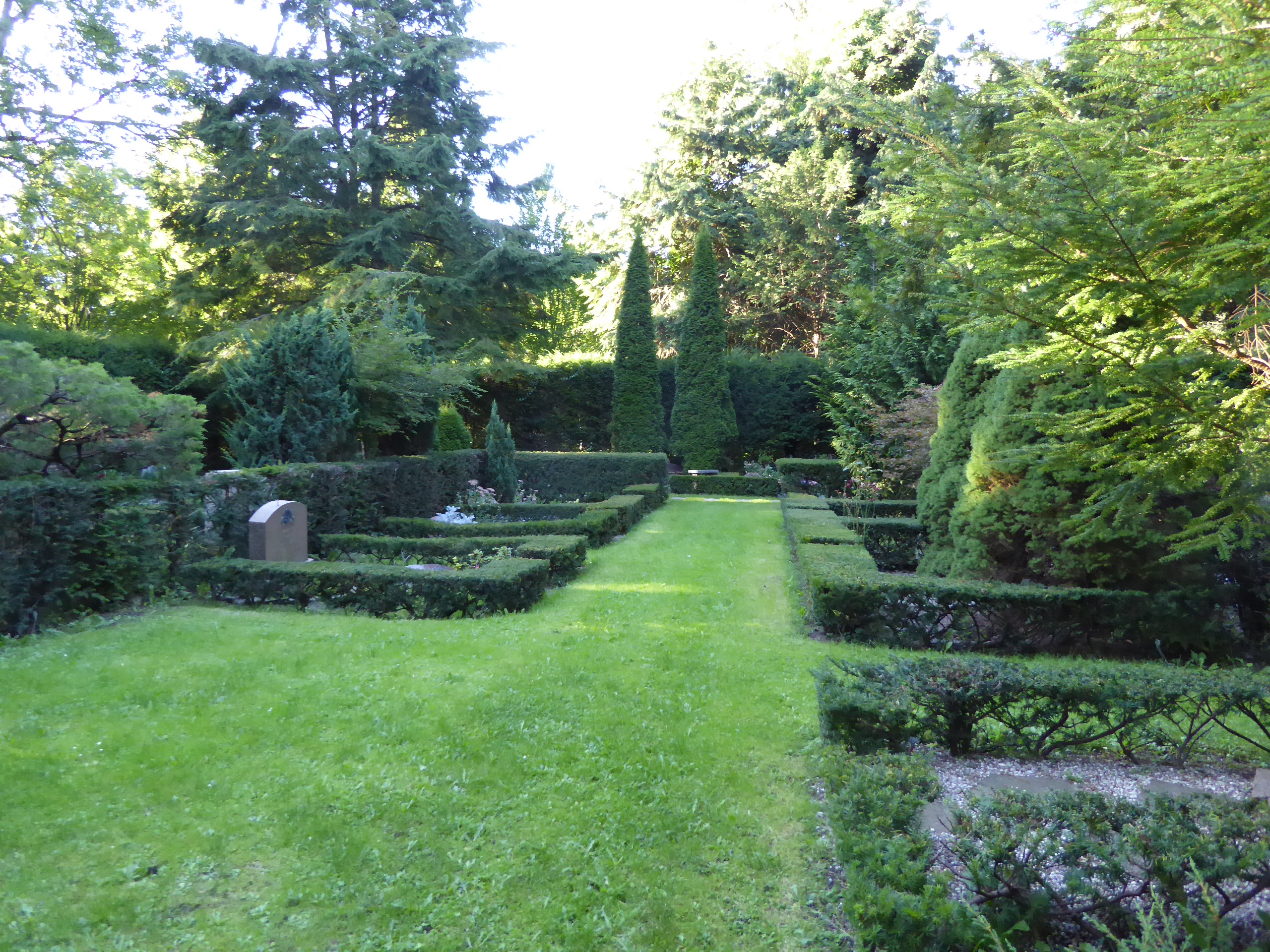